# 댄 멀리
대니얼 루이스 "댄" 멀리(영어: Daniel Lewis "Dan" Majerle,  1965년 9월 9일 ~ )는 미국의 농구 선수, 배우이다.
트래버스시티에서 태어났다.